# Matthew-Bibel
Die Matthew-Bibel (engl. Matthew Bible), auch bekannt als Matthew’s Version, ist eine englische Übersetzung der Bibel, die erstmals 1537 unter dem Pseudonym „Thomas Matthew“ herausgebracht wurde. Sie besteht aus dem vollständigen Neuen Testament und dem Alten Testament von William Tyndale (so weit, wie er mit seiner Bibelübersetzung vor seiner Hinrichtung kam), vervollständigt durch Teile der Übersetzung des Alten Testaments von Miles Coverdale und den Apokryphen mit Ausnahme des Gebets des Manasse (Prayer of Manasses). Die heutigen englischen Bibelübersetzungen gehen über verschiedene Revisionsstufen auf sie zurück.

## Übersetzung
In der Matthew-Bibel wurden Übersetzungsarbeiten von drei Übersetzern kombiniert, die mit unterschiedlichsten Quellen in mindestens fünf Sprachen gearbeitet hatten.
Das ganze Neue Testament (das erstmals 1526 veröffentlicht und später revidiert worden war), der Pentateuch und – nach David Daniell – das Buch Josua, das Buch der Richter, das Buch Rut, das 1. Buch Samuel, das 2. Buch Samuel, das 1. Buch der Könige, das 2. Buch der Könige, das 1. Buch der Chronik und das 2. Buch der Chronik waren das Werk von William Tyndale. Tyndale arbeitete direkt mit dem hebräischen und griechischen Bibeltext, gelegentlich konsultierte er die Vulgata und die lateinische Version des Erasmus. Außerdem nutzte er Luthers Bibel für die Vorworte, Randbemerkungen und den Bibeltext. Das Pseudonym „Thomas Matthew“ wurde verwendet, weil man wohl vor Heinrich VIII. verbergen musste, dass ein Großteil der Übersetzung von Tyndale stammte.
Die restlichen Bücher des Alten Testaments und die Apokryphen waren Übersetzungen von Miles Coverdale, der hauptsächlich aus deutschen und aus lateinischen Quellen übersetzte.
Einige Historiker stellen Coverdale und Tyndale als Konkurrenten beim Erreichen der vollständigen englischen Bibelübersetzung dar. Tatsächlich kannten sie sich aber persönlich und arbeiteten gelegentlich zusammen. Foxe erwähnt, dass beide bereits 1529 in Hamburg den Pentateuch übersetzten.
Das Gebet des Manasse (Prayer of Manasses) war das Werk von John Rogers. Rogers übersetzte aus einer französischen Bibel, die zwei Jahre zuvor (1535) übersetzt worden war. Rogers, der die ganze Bibel zusammenstellte, fügte der Bibel noch ein Vorwort und einige Randbemerkungen, einen Kalender und einen Almanach hinzu.
Von den drei Übersetzern wurden zwei auf dem Scheiterhaufen verbrannt. Tyndale wurde am 6. Oktober 1536 in Vilvoorde (Belgien) hingerichtet, John Rogers am 4. Februar 1555 auf dem Smithfield (England). Er war der Erste, dem dieses Schicksal unter Mary I. widerfuhr. Thomas Cromwell beschäftigte Miles Coverdale mit der Arbeit an der Great Bible von 1539, der ersten offiziell autorisierten englischen Bibelübersetzung.
Tyndale gilt als der begabteste unter den drei Übersetzern. Nach Brooke Foss Westcott beginnt „die Geschichte der englischen Bibel mit dem Werk von Tyndale und nicht mit dem von Wyclif“. Die Qualität seiner Bibelübersetzung widerstand der Zeit, sie ist auch heute noch in den modernen Versionen der Bibel zu finden. A. S. Herbert urteilte über die Matthew-Bibel: „diese Fassung [der englischen Bibel], die die beste Arbeit von Tyndale und Coverdale zusammenfügt, ist die wahre ursprüngliche englische Bibel“. Auf ihr basieren die Geneva-Bibel und die King-James-Bibel. Tyndales Beitrag zur King-James-Bibel wurde früher zwischen 90 % (Westcott) und 18 % (Butterworth) geschätzt. Die Gelehrten Jon Nielson und Royal Skousen ermittelten mit einem statistischen Stichprobenverfahren, basierend auf 18 Abschnitten der Bibel, einen Beitrag von 83 % für das Neue Testament und 76 % für das Alte Testament. Die lange Zeit unbeachtete Matthew-Bibel formte die Gestalt der englischen Bibel nachhaltig, denn sie beeinflusste offensichtlich die ihr nachfolgenden englischen Bibelfassungen.

## Bibeleditionen
- The Matthew’s Bible. 1537 Edition [Facsimile]. Peabody, Massachusetts, Hendrickson Publishers, 2009, ISBN 978-1-59856-349-8